# Antanartia delius
Antanartia delius  (лат.) — вид дневных бабочек рода Antanartia подсемейства Nymphalinae семейства Nymphalidae.
Бабочек данного вида можно встретить в лесных низинах на территории Сенегала, Сьерра-Леоне, Либерии, Ганы, Камеруна, Экваториальной Гвинеи, Республики Конго, Анголы, Уганды, Кении, Танзании.
Гусеницы питаются листьями Australina acuminata, Pouzolzia parasitica, Musanga и Urtica.

## Подвиды
Выделяют два подвида, один из которых обитает на территории континентальной Африки, а второй на острове Биоко в Гвинейском заливе.
- Antanartia delius delius
- Antanartia delius guineensis Howarth, 1966 (Биоко)

## Интересные факты

Antanartia delius

Данный вид бабочки изображён на марке Ганы, 1982 года выпуска. Номинал марки 2 цента.